# Ernesto (Film)
Ernesto ist ein italienisches Filmdrama von Salvatore Samperi aus dem Jahr 1979. Er basiert auf dem gleichnamigen Roman des 1957 gestorbenen Schriftstellers Umberto Saba, der 1975 postum erstmals publiziert wurde.

## Handlung
Das zu Österreich-Ungarn gehörende Triest im Jahr 1911: Der 17-jährige Ernesto lebt mit seiner verwitweten Mutter im Haus seines jüdischen Onkels Giovanni und dessen Frau Regina. Wegen seiner sozialistischen Ansichten, ebenso viel aus Trotz wie aus echter Überzeugung geäußert, gerät Ernesto öfter in Konflikt mit seinem Onkel. Durch seine Verwandten hat Ernesto eine solide Anstellung in dem Handelsbüro von Carlo Wilder bekommen, einem alternden Geschäftsmann, der sich trotz beruflichen Erfolges mehr für seine schriftstellerische Versuche interessiert und den die Monotonie seines Lebens deprimiert. Wilder bezahlt seine Angestellten eher schlecht als recht, was sein Sekretär Ernesto unzufrieden zur Kenntnis nimmt. Er hat wenig Begeisterung für seine Arbeitsstelle, da er lieber Violinspieler werden will.
Eines Tages bekundet einer der Arbeiter, die für wenig Lohn Wilders Waren in Säcken transportieren, sexuelles Interesse an Ernesto. Dieser geht neugierig auf das Angebot des namentlich ungenannt bleibenden Arbeiters ein, sehr wohl ahnend worum es bei dem Treffen geht. Zwischen Ernesto und dem Arbeiter entwickelt sich eine intensive Beziehung, in der Ernesto erste sexuelle Erlebnisse mit dem wesentlich älteren und erfahrenen Arbeiter sammelt. Dieser nimmt aber zärtlich Rücksicht auf Ernestos Gefühle und verliebt sich ernsthaft. Ernesto wird aber zunehmend fordernd und herablassend dem Arbeiter gegenüber, nachdem er eine Begegnung mit einer Prostituierten hatte und meint, dass er nun mittlerweile selbst ein richtiger Mann sei. Durch einen öffentlichen Skandal, der mit dem Selbstmord eines Homosexuellen endet, wird Ernesto die Gefährlichkeit seiner Beziehung bewusst und er bricht diese ab.
Um dem Arbeiter künftig aus dem Weg zu gehen, schreibt Ernesto einen provozierenden Brandbrief an Wilder, der ihn daraufhin entlässt. Ernestos Mutter kann den Wunsch ihres Sohnes nach seiner Entlassung nicht verstehen, woraufhin er ihr verzweifelt seine Affäre mit dem Arbeiter gesteht. Die Mutter reagiert schockiert und wünscht dem Arbeiter den Tod, obwohl Ernesto gegenüber ihr seine Mitverantwortung an der Affäre bekennt.
Ernesto versucht nun, ein professioneller Violinspieler zu werden. Bei einem Konzert trifft er den musikbegeisterten Ilio, den 15-jährigen Spross der reichen Familie Luzzato. Ernesto gibt Ilio fortan Privatunterricht und es formt sich eine intensive Freundschaft, die in einem Kuss zwischen den Jungen mündet, der von Ilios fast gleich aussehender Schwester Rachele beobachtet wird. Die Dreiecksbeziehung Ernestos mit den beiden Geschwistern wird zunehmend von Eifersucht und Besessenheit zwischen diesen geprägt. Rachele schneidet sich die Haare ab, um Ernestos Geschmack zu gefallen, während Ilio sich dafür schminkt und feminin kleidet. Schließlich entscheidet sich Ernesto, gesellschaftlich konventionell, für Rachele. Ernestos Familie ist begeistert, dass sie in eine so wichtige Familie einheiraten kann. Carlo Wilder ist nachdenklicher und meint, dass das Violinspiel für Ernesto nun zu so etwas wie der Schriftstellerei für ihn werde: eine nie ganz ausgefüllte Leidenschaft im bürgerlichen Leben der Erwachsenen. Ernesto begegnet noch einmal dem Arbeiter, behandelt ihn aber wie einen Fremden und gibt ihm etwas Kleingeld.

## Hintergrund

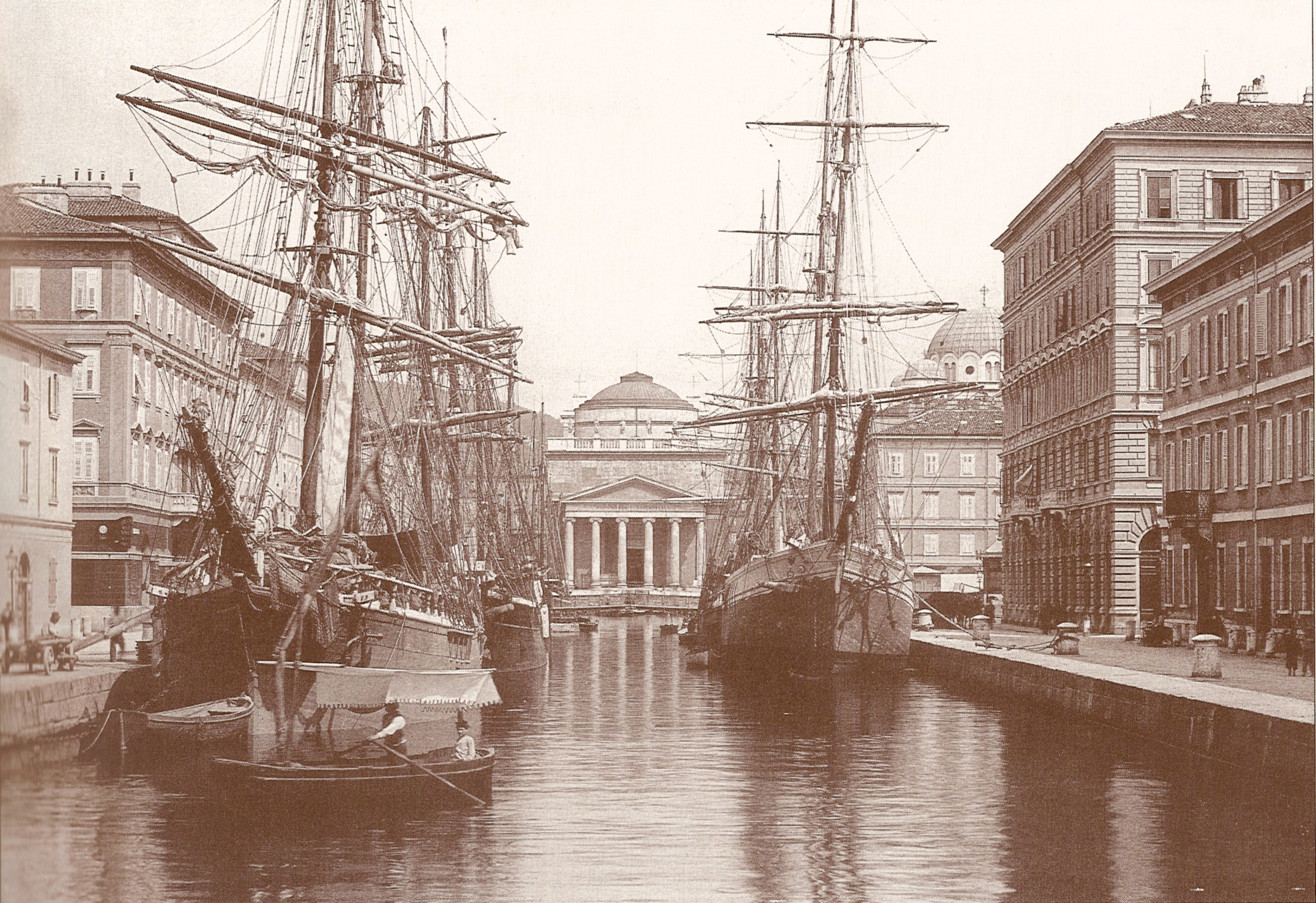
Der Canal Grande in Triest um 1900

Umberto Saba schrieb den Roman Ernesto, der einige autobiografische Züge haben soll, als alter Mann ab dem Jahr 1953. Ihm war dabei sofort klar, dass er das Werk wegen seines Inhalts nicht veröffentlichen würde – publiziert wurde es erst durch seine Tochter im Jahr 1975. Saba stellte den Roman bis zu seinem Tod 1957 nie komplett fertig, die Handlung bricht an der Stelle ab, als sich Ernesto und Ilio miteinander befreunden. Weitere Unterschiede zwischen Film und Buch sind, dass im Buch Ernesto erst 16 Jahre alt ist und die Handlung im Jahr 1897 angesiedelt ist. Samperis Film verlegt die Handlung dagegen in das Jahr 1911, wenige Jahre vor dem Ausbruch des Ersten Weltkrieges, nach dem Triest zu einer italienischen Stadt wurde. Die Spannungen zwischen österreichischer und italienischer Identität Triests sind in einigen Szenen angedeutet.
Die Figur von Ilios ähnlich aussehender Schwester Rachele (das Geschwisterpaar wird von Lara Wendel in einer Doppelrolle gespielt) und das letztliche Ende, mit dem sich Ernesto in die Gesellschaft einfügt, wurden von Salvatore Samperi und seinen Mitautoren entworfen. Samperi äußerte über das gewählte Ende in Bezug auf den Filmanfang, wo die Romanze zwischen Ernesto und dem Arbeiter mit einem Handschlag beginnt: „Ernesto ist ein Egoist und seine Geschichte kann mit Sicherheit nicht mit einem Handschlag enden.“
Der in Triest und Umgebung gedrehte Film wurde neben der Clesi Cinematografica (Rom) auch von der deutschen Albatros Produktion (München) und der spanischen José Frade Producciones Cinematografica (Madrid) mitproduziert, was sich auch in der international gewählten Besetzung aus italienischen, deutschen und spanischen Schauspielern widerspiegelt. Peter Berling war dafür verantwortlich, die italienischen Dialoge des Drehbuchs für die deutschsprachigen Schauspieler zu übersetzen. Für Martin Halm, der bis heute ein regelmäßiger Darsteller im deutschen Fernsehen ist, war die Darstellung des Ernesto die erste größere Filmrolle. Trotz der deutschen Produktionsfirma gibt es keine deutsche Synchronfassung des Filmes, die im April 2019 veröffentlichte deutsche DVD-Fassung von Ernesto enthält daher deutsche und englische Untertitel.

## Auszeichnungen
Ernesto lief im Wettbewerb der Internationalen Filmfestspiele Berlin 1979, den Goldenen Bären erhielt allerdings schließlich Peter Lilienthals Film David. Michele Placido wurde aber für seine Darstellung des Arbeiters mit dem Silbernen Bären ausgezeichnet.

## Kritiken
Der Filmdienst schreibt: „Gewagte Mischung aus homoerotischem Melodram und ironischer Aufsteigerkomödie, in überzogen schönen Bildern erzählt.“
Thomas Waugh war in seinem Werk The Fruit Machine über das Queer Cinema der Meinung, dass Ernesto die seltene Kombination aus überzeugender Darstellung von Realismus und Romantik gelinge. Der Film zeige Dynamiken zwischen Gesellschaftsklassen und Generationen in einer Liebesbeziehung sowie die „Riten einer schwulen Initiation“ glaubwürdig. Auf politischerer Ebene sei er ein tiefgründiger Film über Familie und soziale Kontrolle.